# John M. Martinis
John M. Martinis (* um 1958) ist ein US-amerikanischer Physiker, der sich mit Quanteninformationstheorie befasst. Er ist emeritierter Hochschullehrer an der University of California, Santa Barbara (UCSB) und Chief Technology Officer von Qolabs.
Martinis studierte ab 1976 an der University of California, Berkeley mit dem Bachelor-Abschluss 1980 und der Promotion 1987. In seiner Dissertation demonstrierte er supraleitende Qubits. Als Post-Doktorand war er am Commissariat à l’énergie atomique et aux énergies alternatives (CEA) in Saclay und danach am National Institute of Standards and Technology (NIST) in Boulder. Dort war er an der Entwicklung eines Johnson Noise Thermometer (JNT), basierend auf Johnson-Rauschen und unter Verwendung supraleitender Elektronik beteiligt, das auf seine Idee zur Verwendung pulsgesteuerter Josephsonkontakt-Arrays zur Synthese von Wellenformen zurückging und zur Messung der Boltzmann-Konstante diente (2000, 2005). 2004 wechselte er als Professor an die UCSB.
Von 2014 bis 2020 forschte Martinis als Leiter der Hardware-Gruppe in Googles Quantum Artificial Intelligence Lab am Bau eines fehlertoleranten Quantencomputers. Die Google-Forschungsgruppe um Martinis veröffentlichte 2019 ein Experiment, mit dem die Forscher erstmals real demonstrierte Quantenüberlegenheit („quantum supremacy“) behaupten.
Im Herbst 2020 schloss sich Martinis dem von Michelle Simmons gegründeten australischen Quantum-Computing-Startup Silicon Quantum Computing, das einen Quantencomputer auf Silizium-Basis entwickeln will, als Berater an.
Seit 2023 ist er Chief Technology Officer und Mitgründer des Start-ups Qolab mit dem Ziel einen utility scale Quantencomputer auf Basis supraleitender Qubits zu bauen.

## Ehrungen und Preise
2010 erhielt er mit Andrew Cleland den Science Breakthrough of the Year der American Association for the Advancement of Science für den ersten Nachweis des Quantenverhaltens eines mechanischen Oszillators (siehe Quantenmaschine). 2014 erhielt Martinis den Fritz London Memorial Prize für grundlegende experimentelle Fortschritte und Pionier-Leistungen in der Quantenkontrolle, Quanteninformationsverarbeitung und Quantenoptik mit supraleitenden Qubits und Mikrowellen (Laudatio). 2021 wurde ihm der John Stewart Bell Prize des CQIQC der University of Toronto verliehen. Er ist Fellow der American Physical Society.